# Gamasellodes
Gamasellodes es un género de ácaros perteneciente a la familia Ascidae.

## Especies
- Gamasellodes adrianae Walter, 2003
- Gamasellodes andhraensis Bhattacharyya, 2003
- Gamasellodes bicolor (Berlese, 1918)
- Gamasellodes claudiae Walter, 2003
- Gamasellodes ericae Walter, 2003
- Gamasellodes hildae Jordaan, 1988
- Gamasellodes islandicus Bhattacharyya & Sanyal, 2003
- Gamasellodes plaire Halliday, Walter & Lindquist, 1998
- Gamasellodes spinosus Bhattacharyya & Sanyal, 2003
- Gamasellodes sternalis Bhattacharyya & Sanyal, 2002
- Gamasellodes vermivorax Walter, 1987
- Gamasellodes vulgatior Athias-Henriot, 1961